# Embaixada do Brasil em Pequim
A Embaixada do Brasil em Pequim (em chinês:  巴西驻华大使馆) é a mais alta representação diplomática da República Federativa do Brasil na República Popular da China. A embaixada se encontra localizada no endereço No. 27 Guanghua Lu, , Distrito de Chaoyang, Pequim, China. Também serve como Embaixada do Brasil na Mongólia.

## História
Em 15 de agosto de 1974, o Brasil estabeleceu relações diplomáticas com a República Popular da China e estabeleceu uma embaixada e um embaixador em Pequim.